# Warsaw Fashion Weekend
Warsaw Fashion Weekend (były Bilioneurobab lub BEB) – weekend mody w Warszawie, podczas którego od 2005 r. odbywa się największe Designer Sample Sale w Polsce. Podczas Warsaw Fashion Weekend można kupować ubrania bezpośrednio od projektantów w niższej cenie. W tym wydarzeniu mogą uczestniczyć jedynie osoby, które mają zaproszenie lub zostały zarejestrowane. Od 2011r. odbywają się pokazy modowe polskich i zagranicznych projektantów.

## Warsaw Fashion Weekend 2011
Jesienna impreza BlackBerry & Play Warsaw Fashion Weekend odbyła się 21 i 22 października w SOHO Factory. Po raz pierwszy w jesiennej edycji tego wydarzenia odbyły się pokazy modowe polskich oraz niemieckich projektantów. Gościem specjalnym był Michael Michalsky, znany projektant z Niemiec. Imprezę poprowadziła Joanna Horodyńska.

### Pokazy Mody
Można było z bliska oglądać pokazy następujących projektantów:
- Moon Berlin
- Dani Georgi
- Agutti
- Rina Cossack
- Dominika Syczyńska
- Słoma - Trymbulak
- Łukasz Jemioł

Były również na wybiegu:
- Pokaz BlackBerry - inspirowany stylizacjami blogerek modowych takich jak Glamourina, Lumpexoholiczka, itp., omawiany przez stylistkę Jolę Czaję oraz aktorkę Kasię Zielińską.
- Pokaz inspirowany stylowymi podróżami wielkich gwiazd, zorganizowany przez biuro podróży Itaka.

### Gwiazdy
Na wydarzeniu uczestniczyło kilka tysięcy gości, w tym również gwiazdy, takie jak:
Olga Borys, Andrzej Młynarczyk, Michał Piróg, Plich, Ada Fijał, Robert Leszczyński, Kasia Zielińska, Natalia Lesz i wiele innych.